# Sロケット

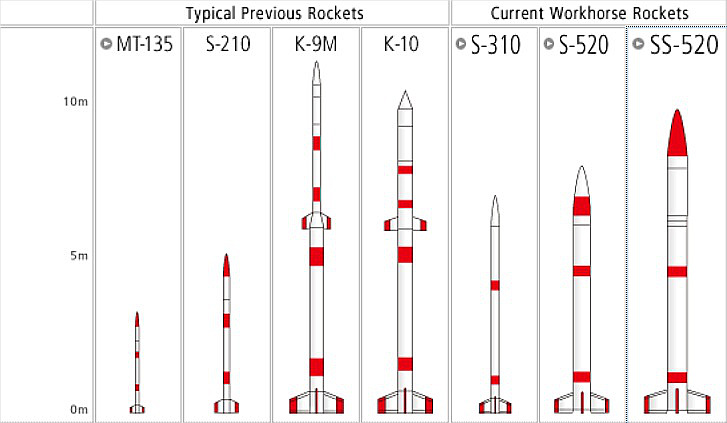
Sロケット

Sロケットは、日本の低費用での電離層の観測や微小重力実験を行う目的で設計された固体推薬を動力とする観測ロケットの系列である。
ベビーロケットの後継機で、1960年代初頭に開発された。運用は当初東京大学生産技術研究所が担当していたが、1964年に同大学航空研究所と合併して以降は同大学宇宙航空研究所になり、その後、1981年に宇宙科学研究所（ISAS）に改組された。

## 仕様
これらの系列のロケットは:-A '（1963）、the' S-B（1964）及び少し後の  S-C '（1969）3型式がある。各型式の仕様は以下のとおり。

### S
1963年から2007年の間に204回打ち上げられて成功率は98.04%
仕様諸元
- 到達高度: 50 km
- 全長: 2.8 m

### SA
全て1963年に3回のみ打ち上げられた。
仕様諸元
- 到達高度: 50 km.
- 総重量: 100 kg
- 直径:0.16 m
- 全長: 2.8 m

### SA-II
1968年9月17日に1回のみ打ち上げられた。
仕様諸元
- 到達高度: 20 km
- 直径:0.1 m
- 全長: 1 m

### SB
1964年から1971年にかけて12回打ち上げられた。
仕様諸元
- 到達高度: 75 km
- 総重量: 100 kg
- 直径:0.16 m
- 全長: 2.8 m

### SC
全て1969年に3回打ち上げられた。
仕様諸元
- 到達高度: 85 km
- 総重量: 100 kg
- 直径:0.17 m
- 全長: 2.9 m

### ST
1965年11月16日に試験ロケットが1回打ち上げられた。
仕様諸元
- 到達高度: 20 km
- 直径:0.1 m
- 全長: 1 m

### JCR
1969年から1974年に10回打ち上げられた。
仕様諸元
- 到達高度: 200 km
- 総重量: 2300 kg
- 直径:0.5 m
- 全長: 7 m

### HM-16
1965年に2回打ち上げられた。
仕様諸元
- 到達高度: 20 km
- 離陸時の推力: 10 kN
- 直径:0.1 m
- 全長: 3.6 m

### NAL-16
1965年から1969年にかけて5回打ち上げられた。
仕様諸元
- 到達高度: 20 km
- 総重量: 100 kg
- 直径:0.16 m
- 全長: 4 m

### S-160
1964年から1972年にかけて23回打ち上げられた。
仕様諸元
- 到達高度: 80 km
- 総重量: 100 kg
- 直径:0.16 m
- 全長: 4 m

### S-210
1966年から1982年にかけて47回打ち上げられた。南極の昭和基地から電離層の研究に使用された。推薬としてブタジエンを使用する事により、低温でも良好な性能を発揮した。
仕様諸元
- 到達高度: 110 km
- 総重量: 300 kg
- 直径:0.21 m
- 全長: 5.2 m
- 燃焼時間: 17 s

### S-300 ISAS
1966年及び1969年に、計3回打ち上げられた。南極でS-210と並行して使用するために開発された。
仕様諸元
- 到達高度: 160 km
- 総重量: 600 kg
- 直径:0.3 m
- 全長: 6 m

### BT-310
全て1966年に3回打ち上げられた。S-310の派生型にあたる。
仕様諸元
- 到達高度: 5 km
- 総重量: 700 kg
- 直径:0.31 m
- 全長: 6 m

### S-310
1975年から2007年にかけて45回打ち上げられた。高度200kmに到達するように設計され、安定のために上昇中は（2.8°/秒）回転し、離陸後およそ50秒でデータ収集のために降下する。
仕様諸元
- 到達高度: 190 km
- 総重量: 700 kg
- 直径:0.31 m
- 全長: 6.8 m

### S-520
K-9MとK-10ロケットの置換を目的に開発された。1980年から1998年にかけて22回打ち上げられた。全3軸の安定化装置を備える。100kgのペイロードを高度300kmへ輸送可能で、およそ5分間の微小重力実験がもたらされた。 
仕様諸元
- 到達高度: 430 km
- 離陸時の推力: 143 kN
- 総重量: 2200 kg
- 直径:0.52 m
- 全長: 9 m

### SS-520
1998年から2000年にかけて2回打ち上げられた。1段目はS-520で構成されており、140kgの重量物を高度1000kmへ輸送できる。
仕様諸元
- 到達高度: 1,000 km
- 総重量: 2600 kg
- 直径:0.52 m
- 全長: 9.7 m

### NAL-7
ステージ試験用機体。1969年から1970年にかけて2回打ち上げられた。
仕様諸元
- 到達高度: ‐
- 直径:0.07 m
- 全長: 2 m

### NAL-25
1969年2月1日に1回打ち上げられた。
仕様諸元
- 到達高度: 20 km
- 総重量: 100 kg
- 直径:0.25 m
- 全長: 4 m

### NAL-735
2002年7月14日から2005年10月9日にかけて2回打ち上げられた。
仕様諸元
- 到達高度: 18 km
- 総重量: 4700 kg
- 直径:0.74 m
- 全長: 10 m

### TT-200
仕様諸元
- 到達高度: 100 km
- 総重量: 200 kg
- 直径:0.2 m
- 全長: 6 m

### TT-210
1975年から1976年にかけて打ち上げられた。
仕様諸元
- 到達高度: 100 km
- 総重量: 200 kg
- 直径:0.21 m
- 全長: 6 m

### TT-500
1977年から1980年にかけて7回打ち上げられた。ターゲット追跡と微小重力実験とTT-500Aを使用した多様な技術で使用された。7分間の微小重力がもたらされ、金属、半導体等の融解と凝固実験に使用された。
仕様諸元
- 到達高度: 300 km
- 総重量: 2200 kg
- 直径:0.5 m
- 全長: 10.5 m

### TT-500A
微小重力実験用ロケット。1980年から1983年にかけて6回打ち上げられた。
仕様諸元
- 到達高度: 290 km
- 総重量: 2200 kg
- 直径:0.5 m
- 全長: 10.5 m